# Жиффар, Эмиль
Эмиль Жиффар (фр. Émile Giffard; 14 апреля 1842—1901) — французский фармацевт, травник, создатель популярного мятного ликера Menthe-Pastille и основатель всемирно известного семейного предприятия GiFFarD, специализирующегося на производстве сиропов и алкогольных напитков (ликеров, кремов, настоек и др.) и одноимённого бренда.

## Биография

### Личная жизнь
Эмиль Жиффар родился 14 апреля 1842 г. в Шодрон-ан-Мож (Франция).
После учёбы и открытия собственной первой аптеки Эмиль женился на Виктории Дюро, которая подарила ему четырёх детей: Эмиля, Поля, первого Мориса, который умер в раннем детстве, и второго Мориса.

### Образование
Фундамент знаний в области фармацевтики для дальнейшей работы Эмиль Жиффар заложил во время учёбы:
— в Колледже в Бопре;
— на Факультете наук в Пуатье;
— на Факультете фармацевтики в Париже.

### Профессиональная деятельность
В 1868 г. Эмиль Жиффар открыл свою первую аптеку в Исси-ле-Мулино. Однако два года спустя в 1870 г. в связи с военными действиями в рамках Франко-прусской войны аптека была разрушена. В связи с этим событием молодой фармацевт был вынужден вернуться в родной регион Анжу.
По возвращении домой при финансовой поддержке со стороны отца (торговца-суконщика), в городе Анже Эмиль открыл новую аптеку, чем одзнаменовал начало нового этапа жизни.
Немногим позднее Эмиль стал членом Совета здравоохранения департамента Мен и Луара, а в 1892 г. мэром города Мюр-Эрине.
В августе 1879 г. Эмиль Жиффар приобрел у супругов Рено-Лиоро здание, строящееся на углу Альзаской улицы и Соборной площади. К окончанию работ в 1880 г. Эмиль обсутроил в этом здании аптеку GiFFarD, кондитерскую Ruby и Grande Hotel, который занял весь третий этаж.
Именно такое соседство поспособствовало знакомству Эмиля и Антуана Шотена, который впоследствии сыграл определяющую роль в карьере фармацевта и его перепрофилировании в ликериста.
Эмиль Жиффар был совсем не похож на своих коллег. Гурман и изобретатель от рождения, он без остановки пробовал смешивать новые ингредиенты. В 1885 году, в процессе эксперимента с мятой он получил замечательный, чистый и прозрачный мятный ликер и отдал на дегустацию в Гранд Отель. Напиток прекрасно утолял жажду в жаркий летний день и получил большую популярность во Франции. Тогда Жиффар переоборудовал свою аптеку в ликеро-водочную «мастерскую», а чудесному мятному напитку дал название «Menthe-Pastille», ссылаясь на популярные в то время мятные пастилки. Успех был стремителен
После крещения нового ликера как Menthe-Pastille, в честь популярных в то время освежающих мятных пластинок, фармацевт сдал в аренду свою аптеку и устроил на улице Франклин совместно со своим другом Антуаном Шотеном, на тот момент владельцем кофейни, предприятие по производству ликеров. Их сотрудничество продлилось до 1888 г., когда Эмиль Жиффар решил взять полностью в свои руки управление и развитии предприятием, которое теперь процветает.
Менее чем 10 лет спустя в 1897 г. Эмиль Жиффар построил новое здание на углу улиц Шатогонтье и Поль-Бер, где расположил более масштабные помещения завода, которые прослужили предприятию последующие 75 лет.
Эмиль Жиффар умер внезапно в 1901 г. предприятие будет передано сначала детям Эмиля, а затем его внукам и правнукам. Его сын Морис в 22 года перенял дело отца и в течение почти 50 лет поставил на ноги успешный семейный бренд. В свою очередь один из сыновей Мориса — Жак (отец Эдит и Бруно Жиффар сегодняшних руководителей компании) в 27 лет оставил мечту строить мосты и взял на себя руководство компанией. Основываясь на сильных семейных традициях, Жак Жиффар развил бренд, разработал широкий ассортимент и вывел продукцию GiFFarD за пределы Франции.
В 1954 г. предприятие получило имя GiFFarD и Cic и выкупило права на ликер Rayer. Такое расширение потребовало новой переделки и расширения производства, в связи с этим в 1972 год ликеро-водочный завод переехал за пределы Анже в близлежащий Аврие.
Сегодня предприятие по-прежнему расположено в зоне Бокаж у Аврие и
по-прежнему остается семейным предприятием. Из года в год продуктовая линейка компании расширялась и дорабатывалась, при этом, качество всегда ставилось во главу угла. Все это позволило GiFFarD уверенно занять одну из ведущих позиций на мировом рынке производителей ликеров и сиропов.
С момента основания алкогольной компании Giffard прошло много лет, однако как и тогда она остается семейным предприятием, в котором бережно чтятся традиции и технологии производства спиртного напитка. Ежегодно ассортимент элитного спиртного пополняется новыми вкусами, а существующие линейки ликеров постоянно усовершенствуются и дорабатываются. Особое внимание, во время производства ликеров и фруктовых сиропов, уделяется качеству напитков, благодаря чему, на сегодняшний день Жиффар занимает надежную позицию на международном рынке спиртных напитков и сиропов.

## Память об Эмиле Жиффаре
Несмотря на то что после смерти Эмиля Жиффара прошло уже более 100 лет, память о нём живёт и бережно сохраняется его семьей. Так в 2012 г. в Анже по соседству с производственными помещениями предприятия GiFFarD было открыт музей «Пространство Menthe-Pastille», где среди многочисленных экспонатов представлены архивы, отрывки из дневников самого Эмиля Жиффара, а также первые рекламные прокаты и стеклянные ёмкости, в которые разливались первые ликеры основателя компании.
К тому же подпись Эмиля Жиффара является составляющей дизайна упаковок и тары сегодняшней продукции компании.
Также совсем недавно по просьбе сегодняшнего мэра города Мюр-Эрине Филиппа Бодара был создан специальный коктейль под названием «La Gogane» в честь Эмиля Жиффара, который также был мэром данного города. Коктейль создан из символических для Эмиля, его компании и в целом прилуарского региона ягод смородины из Анжу и груши Уильямс, которые Эмиль к тому же выращивал в собственных садах.